# Аршин мал алан (фильм, 1937)
«Аршин мал алан» (англ. Arshin Mal Alan) — музыкальный романтический фильм, снятый в 1937 году на армянском языке американским режиссёром Сетрагом Вартяном по мотивам одноименной оперетты азербайджанского композитора Узеира Гаджибекова без указания автора.

## Сюжет
Аскер, сын богатого персидского купца (в оригинальной оперетте действие происходит в Шуше), возвращается домой из Европы, готовый жениться. Аскер намерен жениться по любви и идти против свадебных традиций своей страны. Он отказывается от брака, организованного его отцом, с невестой, выбранной, согласно обычаю, его матерью. Друг Аскера Сулейман советует ему переодеться торговцем. Так, в своих странствиях он встретит девушку и влюбится. Аскер следует совету Сулеймана и вскоре влюбляется в дочь бека, который также выступает против браков. Несмотря на первоначальные родительские возражения, молодые женятся.

## В ролях
- Сетраг Вартян — Аскер
- Луиза Барсамян — Гюльчохра
- Рубен Степанян — Сулейман
- Варт Анкин — Асья
- Сетраг Зурабян — Султанбек
- Гаюш Синко — Халлам, дочь Султанбека[1] (в оперетте — Джахан хала, тётя Аскера)
- Врам Сакаян — Вели
- Маша Зурабян — Телли